# Curt Nimuendajú
Curt Nimuendajú (Iéna, 17 avril 1883 - Santa Rita do Weil, 10 décembre 1945) est un ethnologue américaniste brésilien d'origine allemande.

## Biographie
Curt Unckel nait à Iéna, le 17 avril 1883. Il émigre à São Paulo à l'âge de dix-neuf ans, sans bagage universitaire mais avec un goût profond pour la vie des bois.
Les premiers contacts de Nimuendajú avec les Indiens remontent à 1905, quand il fait de longs séjours chez les Guaranis de l'État de São Paulo. Il apprend très vite leur langue et recueille les matériaux de sa première monographie, qui reste encore une œuvre de référence : Die Sagen der Erschaffung und Vernichtung der Welt as Grundlagen Apapokuva-Guarani.

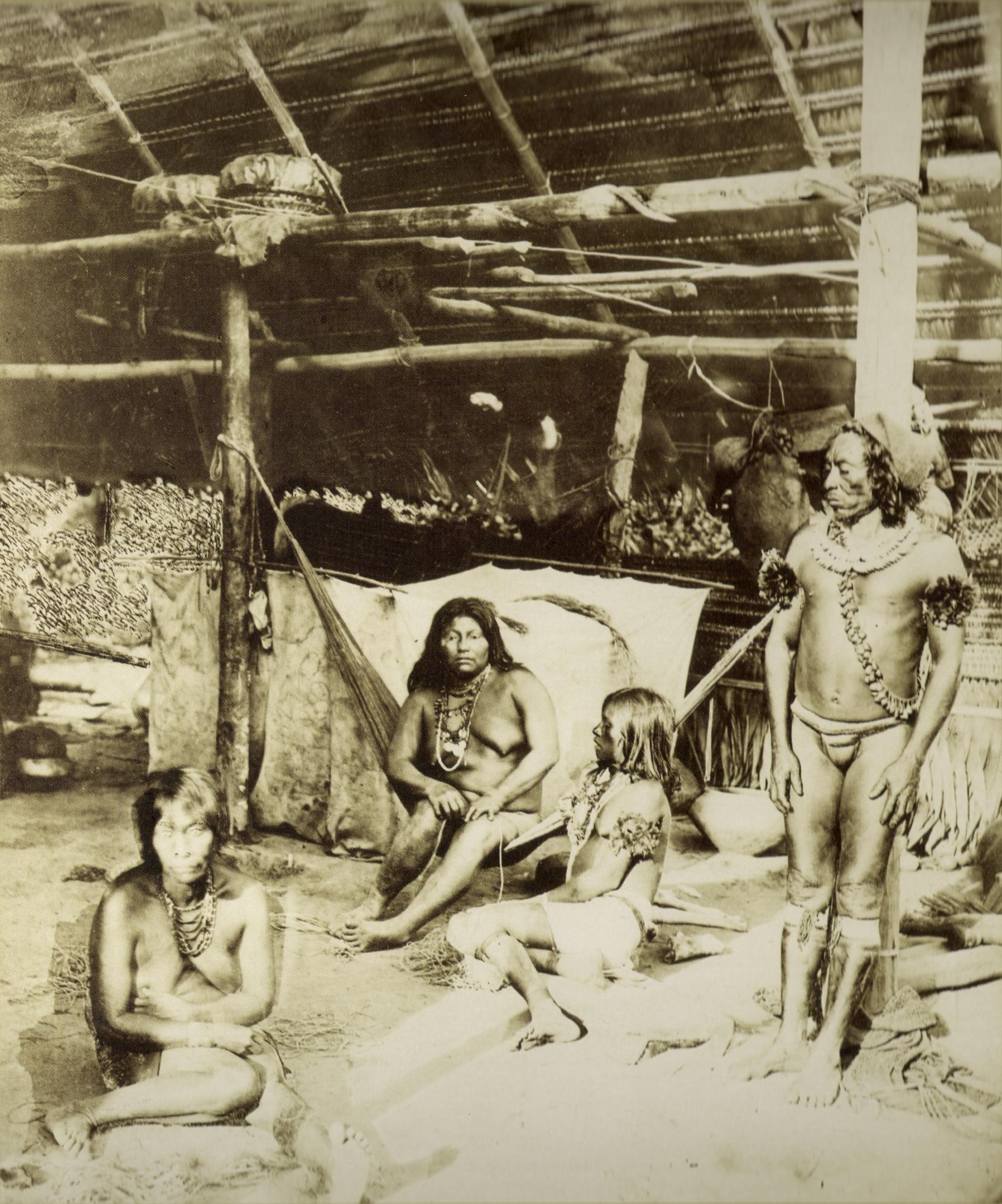
Ticuna

En tant que fonctionnaire du Museu Paulista et du Service de protection de l'Indien, il ne cesse de parcourir la brousse à la recherche de tribus ou de vestiges de tribus dont il recueille des vocabulaires, des échantillons linguistiques et des mythes.
En 1921, il réussit à soumettre pacifiquement les Indiens Parintintin. Il publie également d'importants travaux sur les Indiens Shipaya.
Après avoir obtenu la nationalité brésilienne en 1922, il est désormais connu sous le nom de Nimuendajú, qui signifie « celui qui a su trouver son lieu » en Guarani.
De 1922 à 1924, il mène des recherches archéologiques sur des sites dans le moyen et bas Amazone, grâce à l'appui du musée ethnographique de Göteborg. Il fait des découvertes importantes à l'est des Andes. Il révéle au monde scientifique la richesse et l'originalité de la céramique du bas Tapajóz.
Il disparaît en 1945, sur le haut Amazone, au milieu des Indiens Ticuna près de São Paulo de Olivença.
Ses archives, conservées par le Musée national du Brésil, ont été entièrement détruites lors de l'incendie de celui-ci le 2 septembre 2018.

## Publications
- (fr) Les Indiens Palikur et leurs voisins, 1926 (trad. française 2008).
- Mapa etno-histórico do Brasil e regiões adjacentes. Rio de Janeiro, Instituto Brasileiro de Geografia e Estatística, 1980. Réédition 2002.